# Hamburgisches Verfassungsgericht

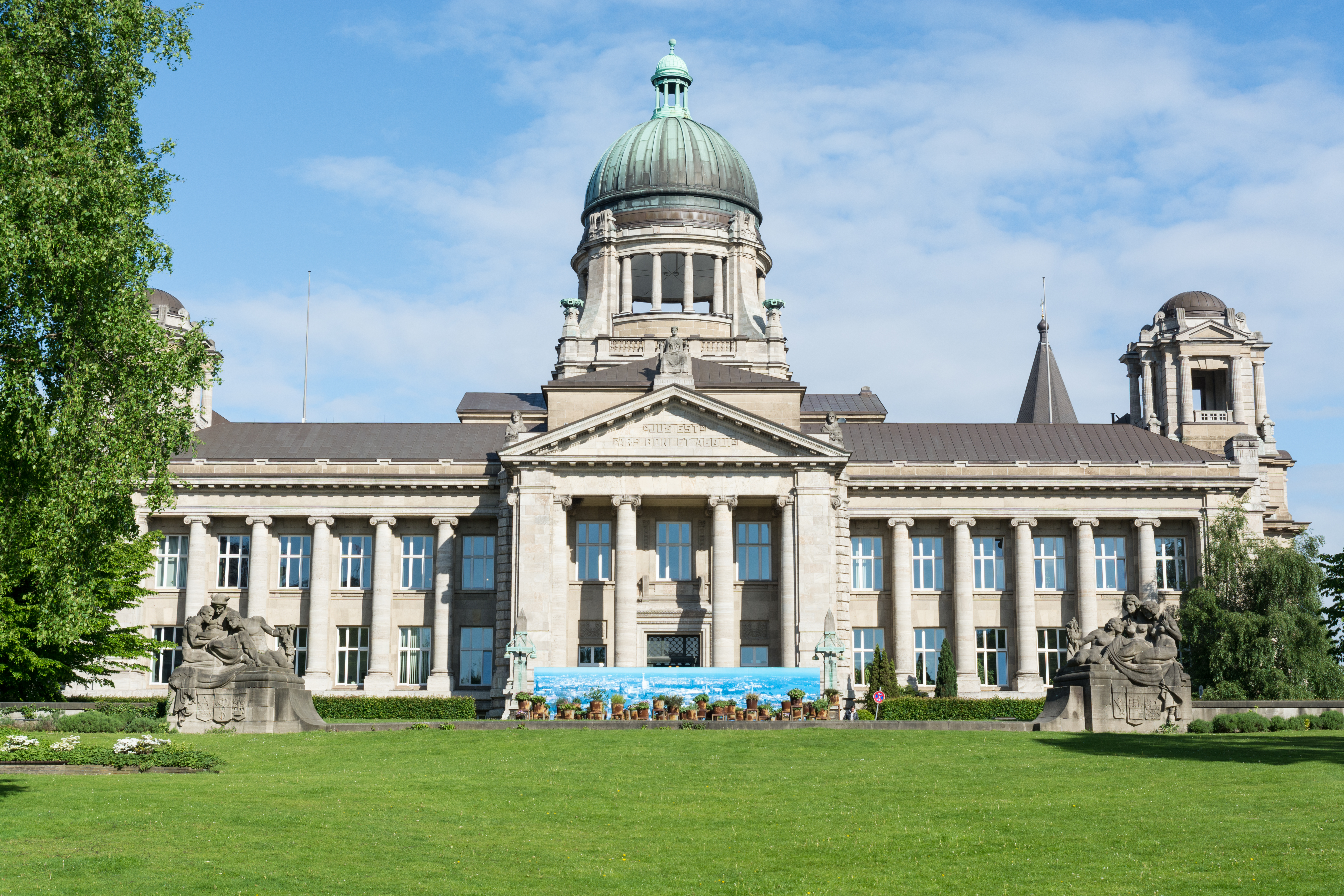
Im OLG-Gebäude am Sievekingplatz sitzt auch das Hamburgische Verfassungsgericht.

Das Hamburgische Verfassungsgericht ist das Verfassungsgericht der Freien und Hansestadt Hamburg, höchstes Gericht und eines der drei Verfassungsorgane dieses Landes. Das Gericht ist im Gebäude des Hanseatischen Oberlandesgerichtes im Justizforum Hamburg am Sievekingplatz untergebracht. Seit Februar 2020 ist Birgit Voßkühler Präsidentin des Gerichts. Sie ist die erste Frau in diesem Amt. 

## Zuständigkeiten
Die Zuständigkeiten sind im Wesentlichen auf die klassischen Verfahrensarten eines Staatsgerichtshofs beschränkt. Eine Landesverfassungsbeschwerde gibt es in Hamburg nicht. Die Zuständigkeiten ergeben sich aus Art. 65 der Verfassung der Freien und Hansestadt Hamburg und § 14 des Gesetzes über das Hamburgische Verfassungsgericht. Wichtigste Verfahrensarten sind der Organstreit bei Streitigkeiten der Verfassungsorgane des Landes, die abstrakte Normenkontrolle im Hinblick auf die Vereinbarkeit von Rechtsnormen mit der Landesverfassung, die konkrete Normenkontrolle auf Antrag eines Gerichts über die Verfassungsmäßigkeit eines Gesetzes oder einer Rechtsverordnung, die Wahlprüfungsbeschwerde bei Wahlen zur Hamburgischen Bürgerschaft und den Bezirksversammlungen sowie Entscheidungen bei Streitigkeiten zur Durchführung von Volksbegehren und Volksentscheid im Rahmen der Hamburger Volksgesetzgebung.

## Besetzung des Hamburgischen Verfassungsgerichts
Präsidentin des Hamburgischen Verfassungsgerichts ist seit 2020 Birgit Voßkühler, im Hauptamt ist sie Vizepräsidentin des Landesarbeitsgerichts in Hamburg.

## Geschichte
Das Hamburgische Verfassungsgericht entstand 1953 gemäß der Landesverfassung vom 6. Juni 1952 und dem Gesetz über das Hamburgische Verfassungsgericht vom 2. Oktober 1953 und konnte im Oktober 2003 sein 50-jähriges Bestehen feiern, das zu diesem Zeitpunkt knapp 120 Verfahren bei steigender Tendenz bearbeitet hatte. Ein weiterer Aufgabenbereich entstand mit der Einführung der Volksgesetzgebung auf Landesebene im Jahr 1996.
Ein andersartiger Vorläufer mit eingeschränktem Aufgabenbereich war der hamburgische Staatsgerichtshof (gemäß Gesetz vom 19. Mai 1926), der nach Artikel 49 der Verfassung (vom 7. Januar 1921) über Mitglieder des Senats zu entscheiden hatte, die wissentlich oder aus grober Fahrlässigkeit die Verfassung oder ein Gesetz verletzt hatten. So war es dann 1927 auch der Staatsgerichtshof für das Deutsche Reich in Leipzig, dessen Entscheidung zu Neuwahlen führten, weil die Bürgerschaftswahlgesetze gegen die Reichsverfassung verstießen.
Birgit Voßkühler ist seit 2020 Präsidentin und damit die erste Frau in der Position.

## Leitung des Hamburgischen Verfassungsgerichts
Bis zum Jahr 1984 waren in Hamburg „Dreifachpräsidentschaften“ gesetzlich vorgeschrieben. Der Präsident des Hanseatischen Oberlandesgerichtes war also auch Präsident des Hamburgischen Oberverwaltungsgerichts und des Hamburgischen Verfassungsgerichts. Das änderte sich erst mit der Verabschiedung von Walter Stiebeler im November 1984. Nun bekam das Hamburgische Oberverwaltungsgericht und im Jahr 2007 auch das Hamburgische Verfassungsgericht einen eigenen Präsidenten.
Gerd Harder war zugleich Vorsitzender Richter am Hanseatischen Oberlandesgericht, Joachim Pradel Vorsitzender Richter am Hamburgischen Oberverwaltungsgericht und Friedrich-Joachim Mehmel war zurzeit zugleich Präsident des Hamburgischen Oberverwaltungsgerichts. Birgit Voßkühler ist die erste Frau in der Position, zugleich Vizepräsidentin des Landesarbeitsgerichts Hamburg und damit die erste Präsidentin aus dem Bereich der Arbeitsgerichtsbarkeit.
- 1953–1960: Herbert Ruscheweyh
- 1960–1965: Hans Görtz
- 1965–1969: Reinhart Vogler
- 1969–1984: Walter Stiebeler
- 1985–1994: Helmut Plambeck
- 1994–2007: Wilhelm Rapp
- 2007–2012: Gerd Harder
- 2012–2016: Joachim Pradel
- 2016–2020: Friedrich-Joachim Mehmel
- seit 2020: Birgit Voßkühler

## Prominente Verfahren
Im Rahmen eines Wahlprüfungsverfahrens der Bürgerschaftswahl 1991 in Hamburg erklärte das Hamburgische Verfassungsgericht am 4. Mai 1993 die Wahl für ungültig und ordnete wegen schwerer demokratischer Defizite im Kandidatennominierungsverfahren der Hamburger CDU zum ersten Mal in der Geschichte der Bundesrepublik Deutschland eine Neuwahl an (Bürgerschaftswahl in Hamburg 1993).
Am 13. Oktober 2016 stoppte das Verfassungsgericht Hamburg in einem Verfahren gemäß Art. 65 Abs. 3 Nr. 5 der Verfassung der Freien und Hansestadt Hamburg das Volksbegehren „Rettet den Volksentscheid“.

## Bekannte Richter
Siehe Kategorie:Richter (Hamburgisches Verfassungsgericht)